# NGC 150
NGC 150는 조각가자리 방향에 있는 렌즈형 은하이다.

## 초신성
SN 1990K와 SN 2025mb가 폭발하였다.